# Александрувка (Великопольське воєводство)
Александрувка (пол. Aleksandrówka) — село в Польщі, у гміні Коло Кольського повіту Великопольського воєводства.
Населення — 56 осіб (2011).
У 1975-1998 роках село належало до Конінського воєводства.

## Демографія
Демографічна структура станом на 31 березня 2011 року:
|          | Загалом | Допрацездатний вік | Працездатний вік | Постпрацездатний вік |
| -------- | ------- | ------------------ | ---------------- | -------------------- |
| Чоловіки | 33      | 7                  | 22               | 4                    |
| Жінки    | 23      | 3                  | 12               | 8                    |
| Разом    | 56      | 10                 | 34               | 12                   |